# Лавалет (Њу Џерзи)
Лавалет (енгл. Lavallette) град је у америчкој савезној држави Њу Џерзи.

## Демографија
По попису из 2010. године број становника је 1.875, што је 790 (-29,6%) становника мање него 2000. године.
| Група             | 2000.         | 2010.         |
| Белци             | 2.591 (97,2%) | 1.800 (96,0%) |
| Афроамериканци    | 7 (0,3%)      | 2 (0,1%)      |
| Азијати           | 4 (0,2%)      | 10 (0,5%)     |
| Хиспаноамериканци | 43 (1,6%)     | 56 (3,0%)     |
| Укупно            | 2.665         | 1.875         |